# 五陵 (慶州)
五陵（ごりょう、ハングル: 오릉〈オルン〉）は、韓国の慶尚北道慶州市塔洞（ハングル: 탑동〈タプドン〉）にある新羅初期の陵墓群である。1969年8月27日、大韓民国指定史跡第172号に新羅五陵（ハングル: 신라오릉）として指定された後、2011年07月28日、慶州五陵（ハングル: 경주 오릉）に名称が変更された。2000年11月、国際連合教育科学文化機関（ユネスコ、UNESCO）の世界遺産（文化遺産）に登録された慶州歴史地域（慶州歴史遺跡地区、ハングル: 경주역사유적지구）の大陵苑地区に位置する。

## 伝承
慶州にある新羅時代のほとんどの墳墓と同じく、各陵墓の被葬者は不詳であるが、5基の陵墓は『三国史記』などをもとに、新羅初代王の赫居世（かくきょせい〈ヒョッコセ〉、在位前57-後4年）と王妃の閼英（あつえい〈アリョル、アルヨン〉）、第2代王の南解（なんかい〈ナムヘ、ナメ〉、在位4-24年）、第3代王の儒理（じゅり〈ユリ〉、在位24-57年）、第5代王の婆娑（ばさ〈パサ〉、在位80-112年）のものといわれ、五陵は朴（ぼく〈パク〉）氏の陵墓とされる。
『三国史記』は五陵を虵陵（蛇陵）と記しており、また、閼英夫人の陵墓についての記述はない。『三国遺事』によれば、王（赫居世）が昇天してから7日後、遺体が地に散らばり落ち、王妃もまた亡くなった。国の人びとがこれを合葬しようとしたところ、大蛇が現れて遮ったので、それぞれ5体（王の遺体4片と王妃の遺体）を葬って5つの陵を造り、これを虵陵（蛇陵）と名づけたと記される。また、『新増東国輿地勝覧』においては、赫居世陵は五陵と称され、また蛇陵というとあり、五陵自体を赫居世の陵墓と捉えている。

## 形式
五陵の墳丘は、いずれも封土（盛土）のほか装飾要素のない新羅時代初期の陵墓である。第1陵（西側正面）は高さ約10メートルの円形封土墳で、その奥の第2陵は高さ約9メートル、第2陵の傍らにある第3陵は瓢（ひさご〈ヒョウタン〉）形で高さ約7.2メートル、その第2陵より反対側にある第4陵は高さ約3.6m、そして隣の第5陵は高さ約1.8メートルである。第1陵など大型で円形の封土墳は、赫居世より後の時代、4世紀以降の新羅のものとされる。